# Les Comes (Enveig)
Les Comes és una muntanya de 1.771,8 metres d'altitud situada al sud-oest del Massís del Carlit, al límit entre els termes comunals d'Enveig i de la Tor de Querol, tots dos de l'Alta Cerdanya, a la Catalunya del Nord.
Està situat a la zona central - occidental del terme d'Enveig i a la nord-est del de la Tor de Querol. És al nord-oest del poble de Bena i del Pic de Bena i al nord-est del de Salit.
És destí freqüent de moltes de les rutes d'excursionisme del sud-oest del Massís del Carlit.